# Peruviogomphus pearsoni
Peruviogomphus pearsoni är en trollsländeart som beskrevs av Belle 1979. Peruviogomphus pearsoni ingår i släktet Peruviogomphus och familjen flodtrollsländor. Inga underarter finns listade i Catalogue of Life.